# Ulvophyceae
Ulvophyceae са зелени водорасли, отличаващи се главно въз основа на морфологичната си ултраструктура. Представител на класа е морската салата, Ulva. Други известни членове включват Ulothrix и Acetabularia. Ulvophyceae са разнообразни в своите морфология и местообитания. Повечето от тях са морски водорасли като тези, изброени по-горе. Други, като Cladophora, Rhizoclonium и Pithophora живеят в прясна вода като в някои области се считат за плевели.